# Chiesa armena di Santa Caterina
La chiesa armena di Santa Caterina in russo Армянская церковь Святой Екатерины? è una chiesa armena di San Pietroburgo e sorge sulla Prospettiva Nevskij. È dedicata a santa Caterina d'Alessandria.